# Charles Regnault de Savigny
Pour les articles homonymes, voir Savigny.
Charles Louis Regnault de Savigny (Nevers, 17 mars 1836 - Gimouille, 27 mai 1914) est un homme politique français.

## Biographie

### Origine familiale
La famille Regnault de Savigny de Moncorps est une famille d'ancienne bourgeoisie originaire du Berry, passée ensuite en Nivernais. Elle est issue de Jacques Regnault (v.1696), qui était lieutenant de la Châtellenie de Saint-Saulge, (Nièvre).
- Guy-Bernard Regnault (1696-1672), contrôleur des guerres.
  - Jacques Charles Regnault de Savigny (1744-1813), gendarme de la garde ordinaire du Roi, capitaine de cavalerie, directeur des aides.
    - Joseph Charles Regnault de Savigny (1779-1851), est brigadier des Gendarmes du Roi, maire de Tintury.
      - Charles Regnault de Savigny (1805-1865), officier de cavalerie, qui épouse Henriette Monique Emma de Moncorps (1814-1895), parents de Charles Regnault de Savigny.

### Carrière politique
Par sa mère, Charles Regnault de Savigny descend de Jean-Baptiste de Moncorps-Duchesnoy, député de la noblesse aux États-Généraux de 1789.
Charles Regnault de Savigny de Moncorps est auditeur au Conseil d’État en 1863. Chef de cabinet du ministre de l'agriculture et des travaux publics, Armand Béhic de 1864 à 1867, il devient inspecteur des chemins de fer en 1868. 
A la chute de l'Empire, il regagne ses propriétés de la Nièvre.
En 1871, il est élu conseiller général du canton de Saint-Saulge et maire de cette ville. Inspecteur principal de l'exploitation des chemins de fer de 1868 à 1880, il est délégué du gouvernement français à la conférence internationale de Berne en 1878.
Le 16 juin 1889, il est élu sénateur en remplacement de Jean-Charles Decray, décédé. Il obtient 382 voix au premier tour contre 301 au candidat radical, le député Sylvestre Hérisson.
Il s'inscrit au groupe de la droite. Sa santé ne lui permet cependant pas de participer d'une manière très active aux travaux du Sénat, sauf pendant la première année de son mandat où il est le rapporteur de plusieurs projets fiscaux.
Au renouvellement sénatorial du 3 janvier 1897, il n'est pas réélu. Il n'obtient que 155 voix sur 746 suffrages exprimés.
Il meurt le 27 mai 1914 à Gimouille, à l'âge de 72 ans.

## Famille
Il épouse, le 27 juin 1871, Marie Gabrielle Pellissier de Féligonde (1838-1912), fille de Pierre-Eustache Pellissier de Féligonde et de Marie Jeanne Blanche Carreau de Planchat. Ils n'ont pas d'enfants.
La famille Regnault de Savigny subsiste par la descendance du mariage de son frère cadet Henry-Alexandre (1841-1872) avec Marie-Louise du Verne (1849-1872).

## Honneurs
Il est créé comte héréditaire par décret du 25 août 1867 et lettres patentes du 8 janvier 1868 par Napoléon III, sur réversion du titre de son grand-père maternel, Hippolyte-Antoine, comte de Moncorps (1791-1882).
Il est fait chevalier de la Légion d'Honneur le 22 janvier 1867.

## Distinctions

### Décorations françaises
- Chevalier de la Légion d'honneur (décret du 22 janvier 1867)[2].